# 135-я улица (линия Восьмой авеню, Ай-эн-ди)
|   |     |   |     |     |   |     |   |
| · | · л | · | · э | · э | · | · л | · |

|   |     |   |     |     |   |     |   |
| · | · л | · | · э | · э | · | · л | · |

«135-я улица» (англ. 135th Street) — станция Нью-Йоркского метрополитена, расположенная на линии Восьмой авеню, Ай-эн-ди. Станция находится в Манхэттене, в районе Гарлем, на пересечении 135-й улицы и Сент-Николас-авеню. На станции останавливаются маршруты: A (ночью), B (в будни днём и вечером до 23:00) и C (круглосуточно, кроме ночи). Станцию проходят без остановки маршруты A (круглосуточно, кроме ночи) и D (круглосуточно).
Путевое развитие этой станции уникально: это обычная локальная станция с двумя боковыми платформами, но между ними проходит не 4, как везде, а 6 путей. Два самых крайних пути (у платформ) используются локальными поездами, а два центральных экспрессами. Промежуточные пути, расположенные между локальными и экспресс-путями, не используются для регулярного движения поездов и вливаются в локальные и экспресс-пути по обе стороны от станции. Имеется два выхода к 135-й и 137-й улицам. Второй, в отличие от первого, открыт не всегда. Лифтами станция не оборудована, поэтому для инвалидов она недоступна.

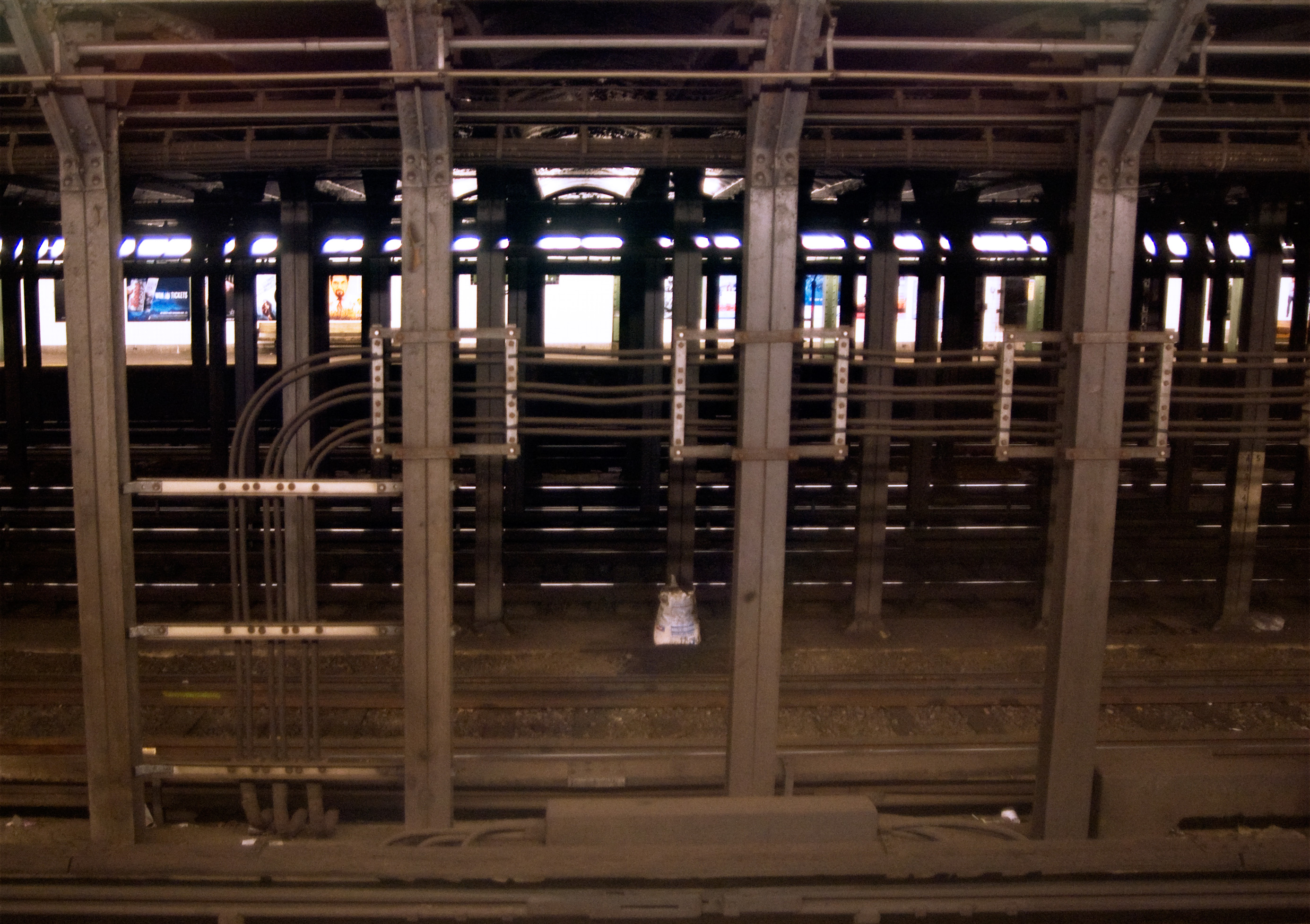
Взгляд поперёк станции через 6 путей